# Heliotropium mamamense
Heliotropium mamamense är en strävbladig växtart som beskrevs av Bge. Heliotropium mamamense ingår i Heliotropsläktet som ingår i familjen strävbladiga växter. Inga underarter finns listade i Catalogue of Life.